# Karbow-Vietlübbe

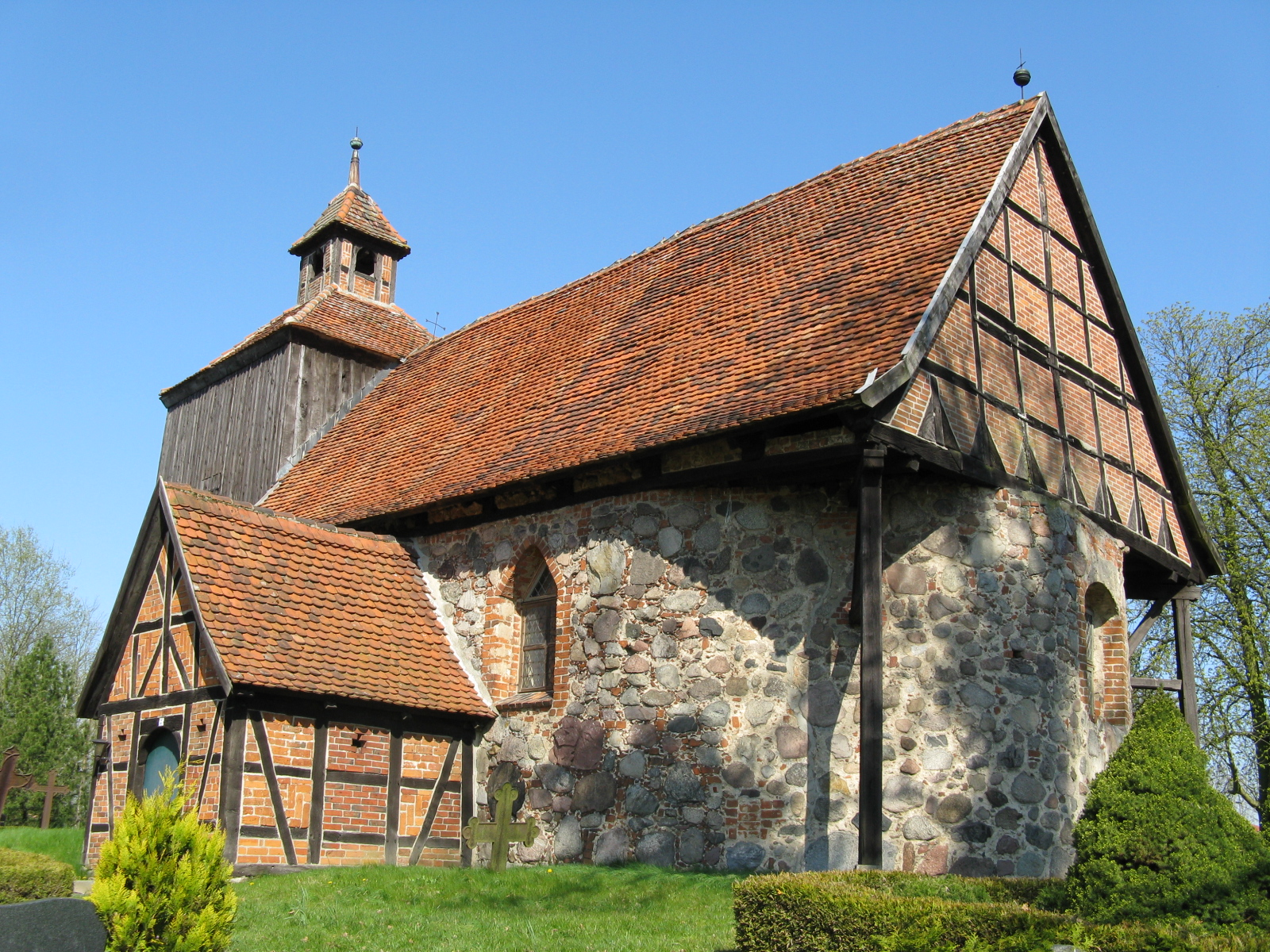
Dorfkirche Karbow

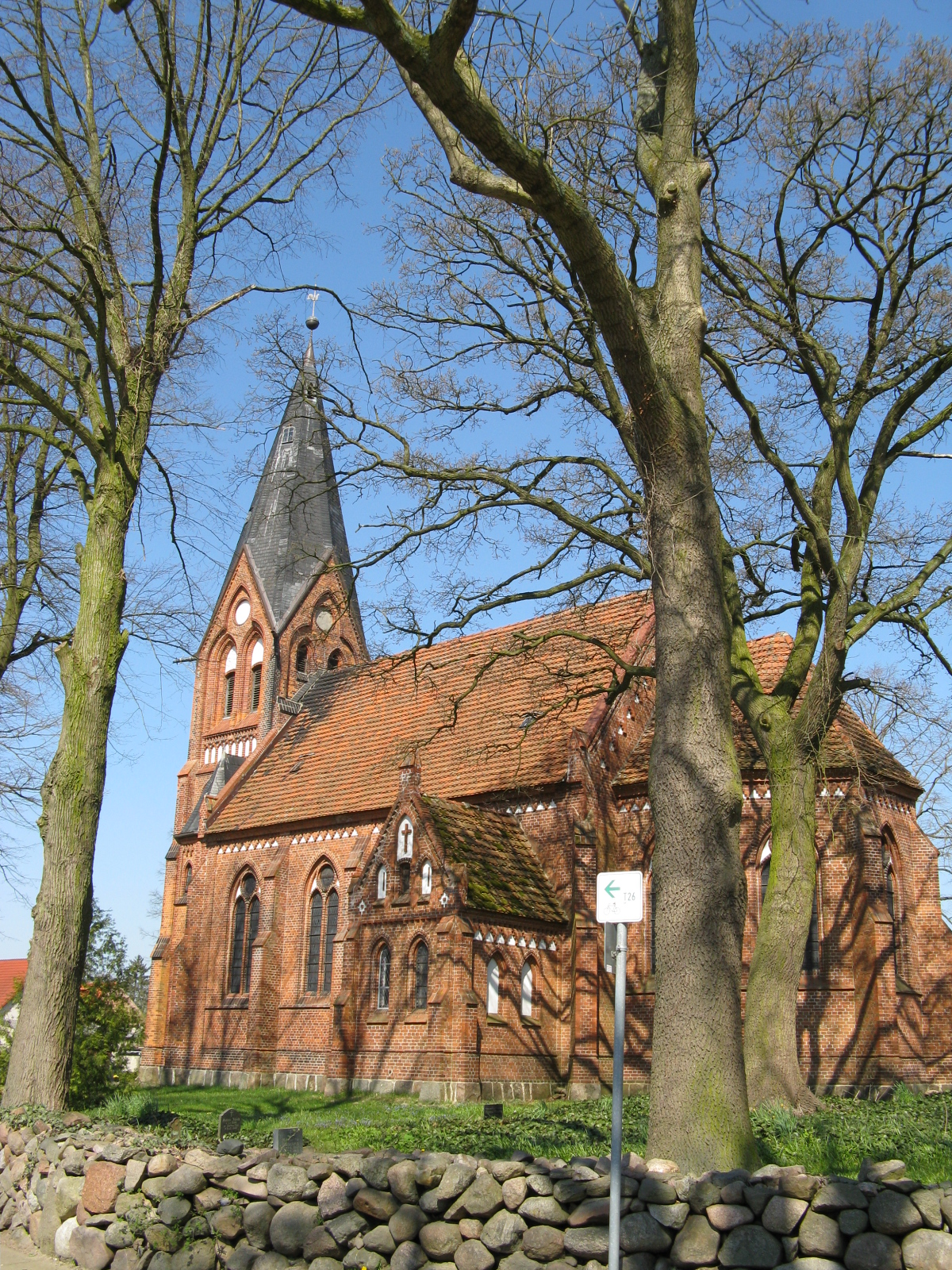
Dorfkirche Vietlübbe

Karbow-Vietlübbe war eine Gemeinde im Osten des Landkreises Ludwigslust-Parchim in Mecklenburg-Vorpommern (Deutschland). Sie wurde vom Amt Eldenburg Lübz mit Sitz in der Stadt Lübz verwaltet und ging durch die Gemeindefusion mit Wahlstorf am 1. Januar 2014 in der neu gebildeten Gemeinde Gehlsbach auf.
Auf einer Gemeindefläche von 20,66 km² lebten am 31. Dezember 2013 342 Einwohner.

## Geografie und Verkehr
Die Gemeinde war etwa acht Kilometer südöstlich von Lübz entfernt. Sie lag entlang einer sumpfigen Niederung. Die umliegenden Höhen erreichten 95,3 m. Im Norden der Gemeinde lag das Waldgebiet Vietlübber Tannen, der Süden wurde vom Verlauf des Gehlsbaches geschnitten. Östlich der Gemeinde verlief die Bundesstraße 103.
Zur Gemeinde gehörten die Ortsteile Hof Karbow, Karbow und Vietlübbe sowie der Wohnplatz Sandkrug.

## Geschichte
Die Dörfer selbst wurden erstmals im Jahr 1274 in einer Verkaufsurkunde urkundlich erwähnt. In dieser wird der Verkauf der Dörfer von Fürst Nicolaus von Werle an das Kloster Marienfließ dokumentiert. Der Ortsname Karbow leitet sich aus dem Slawischen von hribŭ ab und bedeutet so viel wie Hügelort.
Der Name Vietlübbe, im Jahr 1288 Vitelubbe, kommt aus dem Altslawischen und bedeutet so viel wie Ort der Familie Vitolub oder Ort des Vitolub, des Gewinnliebenden.
Bereits 1178 wird die Wüstung Cesemowe erwähnt. 
Die Gemeinden Karbow und Vietlübbe schlossen sich zum 1. Januar 1968 zur Gemeinde Karbow-Vietlübbe zusammen. Am 1. Januar 2014 entstand aus dem Zusammenschluss der Gemeinden Karbow-Vietlübbe und Wahlstorf die neue Gemeinde Gehlsbach.

## Sehenswürdigkeiten
- Dorfkirche Karbow, errichtet aus Feldstein- und Fachwerk
- Neugotische Dorfkirche Vietlübbe

## Persönlichkeiten
- Johann Ritter (1799–1880), ab 1843 Pastor in Vietlübbe, 1848 Abgeordneter der Mecklenburgischen Abgeordnetenversammlung